# Suhlburg
Die Suhlburg, auch Sulburg genannt, ist eine abgegangene Höhenburg auf 322,4 m ü. NHN auf einem linken Sporn über dem unteren Schmiedbachtal beim Weiler Suhlburg der Gemeinde Untermünkheim im Landkreis Schwäbisch Hall in Baden-Württemberg.

## Geschichte
Die Burg wurde vermutlich Ende des 14. Jahrhunderts von einem Ratsherrn und Angehörigen eines führenden Patriziergeschlechts aus Schwäbisch Hall namens Sulmeister erbaut, 1430 erwähnt, und blieb im Besitz seiner ritteradligen Nachkommen, die sich nach der Burg Senft von Sulburg nannten. Diese waren im Ritterkanton Odenwald des fränkischen Ritterkreises und durch den Erwerb von Matzenbach 1524, auch im Kanton Kocher beim schwäbischen Ritterkreis immatrikuliert.
Die Anlage brannte 1534 ab, und ein versuchter Wiederaufbau im Jahre 1622 scheiterte. Von der einstigen Burganlage, wo heute ein Wohnhaus steht, sind nur noch Fundament- und Grabenreste erhalten.
Siehe auch: Liste schwäbischer Adelsgeschlechter